# Baron Vaughn
Baron Vaughn (Portales, 18 dicembre 1980) è un attore e comico statunitense, conosciuto per il ruolo di Nwabudike "Bud" Bergstein nella serie tv Netflix Grace and Frankie e per il ruolo di Tom Servo nel revival della serie tv Mystery Science Theater 3000.

## Biografia
Precedentemente ha partecipato alla serie TV Fairly Legal in cui interpretava l'assistente legale Leonardo Prince. È apparso nella serie TV Law & Order - I due volti della giustizia e ha ottenuto ruoli in film come Cloverfield e Black Dynamite.
È conosciuto principalmente per le sue partecipazioni a The Awkward Comedy Show con Hannibal Buress, Lopez Tonight, Conan, Late Night with Jimmy Fallon e The Late Late Show with Craig Ferguson. Ha partecipato su Comedy Central durante il Live at Gotham.
Ha anche un podcast di filosofia, Deep Deep S ##! with Baron Vaughn.  Nel novembre 2014 ha iniziato un altro podcast con Leonard Maltin chiamato Maltin on Movies sulla rete Wolfpop.
Nel 2015 ha prestato la voce al personaggio di Tom Servo nel revival della serie Mystery Science Theater 3000, ruolo precedentemente interpretato da J. Elvis Weinstein e da Kevin Murphy.
Ha fornito la voce della Luna nel canale Disney XD per la serie Right Now Kapow.
Dal 2013 vive a Los Angeles in California.

## Filmografia

### Cinema
- Cloverfield, regia di Matt Reeves (2008)

### Televisione
- Law & Order: Criminal Intent – serie TV, episodio 6x03 (2006)
- Law & Order - I due volti della giustizia (Law & Order) – serie TV, 3 episodi (2008-2009)
- Rescue Me – serie TV, episodio 5x20 (2009)
- Fairly Legal – serie TV, 23 episodi (2011-2012)
- Arrested Development - Ti presento i miei (Arrested Development) – serie TV, episodio 4x06 (2013)
- You're Whole – serie TV, episodio 2x03 (2013)
- Enlisted – serie TV, episodio 1x01 (2014)
- Grace and Frankie – serie TV, 94 episodi (2015-2022)
- Girls – serie TV, episodio 5x01 (2016)
- Love – serie TV, episodio 1x04 (2016)
- Superstore – serie TV, 6 episodi (2016-2021)
- Michael Bolton's Big, Sexy Valentine's Day Special, regia di Akiva Schaffer – speciale TV (2017)
- Corporate – serie TV, 9 episodi (2018-2020)
- Black-ish – serie TV, episodi 6x01 e 6x10 (2019)
- Dream Corp, LLC – serie TV, episodio 3x7 (2020)

### Doppiatore
- BoJack Horseman – serie animata, episodi 3x09 e 5x93 (2016-2018)
- Mystery Science Theater 3000 – serie animata, 29 episodi (2017-in corso)
- Batman vs. Teenage Mutant Ninja Turtles, regia di Jake Castorena (2019)
- Tuca & Bertie – serie animata, episodi 1x05 e 2x02 (2019-2021)
- Star Trek: Lower Decks – serie animata, episodi 3x03 e 3x10 (2022)